# Moncel-sur-Seille
Moncel-sur-Seille är en kommun i departementet Meurthe-et-Moselle i regionen Grand Est (tidigare regionen Lorraine) i nordöstra Frankrike. Kommunen ligger i kantonen Seichamps som tillhör arrondissementet Nancy. År 2022 hade Moncel-sur-Seille 533 invånare.

## Befolkningsutveckling
Antalet invånare i kommunen Moncel-sur-Seille
| Referens: INSEE |